# Abbaye de Longvillers
L'abbaye de Longvillers était un monastère cistercien situé sur le territoire de la commune de Longvilliers (Pas-de-Calais). Fondée en 1135 comme abbaye savignienne, elle rejoint en 1147 la filiation de Clairvaux à l'instar de toute la congrégation.
Très marquée par les guerres de la fin du Moyen Âge, elle tombe en commende peu après. Durant la Révolution, elle est fermée et ses possessions vendues. Elle est entièrement rasée par la suite, les démolisseurs ne laissant debout que quelques bâtiments utilitaires.

## Situation
L'abbaye est située au fond du vallon de la Dordogne, au sud du village de Longvilliers, au droit du hameau de Tateville,.

## Historique

### Fondation
C'est à la sollicitation de Bernard de Clairvaux que l'abbaye est fondée par Étienne de Blois, roi d'Angleterre et comte de Boulogne et sa femme Mathilde, petite-fille de Sainte Ide, le 26 mars 1135 ou 1136, 
Les annales de Cîteaux font référence à une fondation par une duchesse d'Angleterre : « Alli a ducissa quadam Angliæ fundatum tradunt, quæ optimam possessionem monachis tradidit… ». Il s'agit certainement dans cette référence d'une confusion avec le village de Longvillers dans l'arrondissement de Caen. L'abbaye de Longvillers ou Longvillare, filium suum ou Sancta maria de Longovillarri est annoncée également fondée en 1137.

### Moyen Âge
L'abbaye de Longvillers souffre des incursions anglaises durant la guerre de Cent Ans et la neuvième guerre d'Italie, avec au moins trois invasions, en 1346, 1412 et 1543.

### La période de la commende
L'abbaye tombe en commende à une date inconnue. En 1692, l'abbaye fait l'objet d'un arrêt du Grand Conseil qui montre qu'un conflit existe en Charles d'Aumont, abbé commendataire, et les religieux de l'abbaye.
Le 1er octobre 1765 François-Jean Lefebvre de La Barre est arrêté en l'abbaye à la suite d'une mise en cause lors d'un sacrilège.
À la fin du XVIIIe siècle, l'abbaye ne compte plus que quelques moines. Les révolutionnaires saisissent le monastère et le vendent comme bien national. Le bâtiment est entièrement détruit et utilisé comme carrière de pierres pour construire des maisons à Longvilliers, Bréxent et Maresville.

## Abbés

### Abbés commendataires
- 1566 : René de Mailly gouverne l'abbaye durant cinquante-deux ans jusqu'au 12 novembre 1618 et est inhumé au milieu de la salle capitulaire. Robert et Charles d'Aumont lui succèdent.
- 1629 : Antoine de Bourbon-Bueil, prince de Bourbon, comte de Moret, fils légitimé du roi Henri IV, abbé commendataire de l'abbaye.
- 1645-1651 : Roger d'Aumont, abbé commendataire de l'abbaye, par la suite nommé évêque d'Avranches.
- 1766 : Nicolas Picot, docteur en Sorbonne était prieur de l'abbaye.
- 1729 : Caron de Liane, chevalier de Carly, Bezinghem, Zoteux.
- 1758 : Antoine-François de Monlezun de Busca (vers.1673 - 11 septembre 1758), mort à l'abbaye[13].

## Filiation et dépendances
Longvillers est fille de l'abbaye de Savigny.

## Architecture et description
Il ne reste de l'abbaye aucun vestige témoignant de son architecture, à part le moulin et les vestiges du mur d'enceinte. On sait de l'abbatiale qu'elle était très vaste et dotée d'une tour renfermant sept cloches. Le moulin à eau de l'abbaye est converti en exploitation agricole, puis en habitation. Le coude que fait la Dordogne, à angle droit, est certainement justifié par une dérivation créée par les moines, servant à la fois de protection et de bief d'alimentation du moulin,.
La ferme de Longueroy, datant des XIIe et XIIIe siècles, est une ancienne grange de l'abbaye, toujours utilisée comme bâtiment agricole. Elle est inscrite le 7 octobre 1991 à l'inventaire supplémentaires des monuments historiques et surnommée « la cathédrale des moissons ». De même, la ferme de l'Abiette à Attin est conservée ; cependant, elle est dans un état beaucoup plus précaire,.